# Praia (concelho de Cabo Verde)
| Praia Concelho da Praia                                 |                            |
| \| \| \| \| (Bandeira) \| (Brasão de Armas da Praia) \| |                            |
| Localização de Praia                                    |                            |
| Gentílico                                               | praiense                   |
| Ilha                                                    | Santiago                   |
| Sede                                                    | Cidade da Praia            |
| Freguesias                                              | Nossa Senhora da Graça     |
| População                                               | 131 719 hab.               |
| Dia do Município                                        | 19 de Maio                 |
| Cód. CGN-CV                                             | 74?                        |
| Cód. ISO                                                | CV-PR?                     |
| Website                                                 | www.cmpraia.cv             |
| Bandeira de Praia                                       | Brasão de Armas da Praia   |
| (Bandeira)                                              | (Brasão de Armas da Praia) |

Praia é um concelho/município de Cabo Verde, situado a sul da Ilha de Santiago. É o concelho onde fica situado a capital de Cabo Verde, a cidade da Praia. Mais de 90% da população reside na cidade da Praia, sendo o resto constituído por pequenas localidades pouco povoadas.

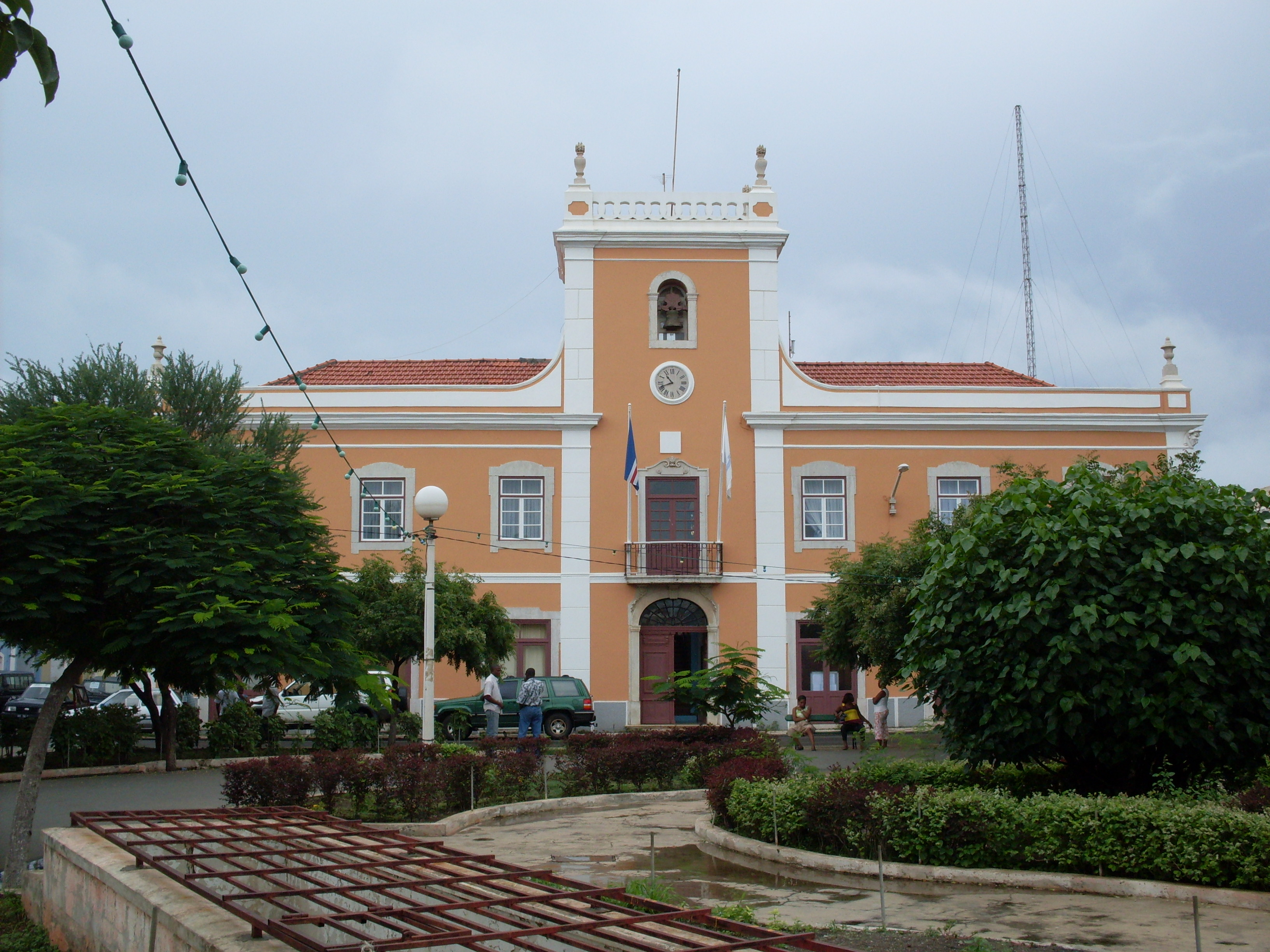
Câmara Municipal da Praia, na Praia.

O Dia do Município é 19 de maio, comemorando a data em que a Praia foi elevada a cidade.
Desde 2008, o município da Praia é governado pelo Movimento para a Democracia.

## Freguesias
É constituído por apenas uma freguesia: Nossa Senhora da Graça.

## História
O Concelho da Praia é uma das divisões administrativas mais antigas de Cabo Verde. Foi criado no séc. XVIII, quando a vila da Praia de Santa Maria passou a cidade, e passou a ser a nova capital de Cabo Verde. Ao longo da sua história, o concelho foi sucessivamente reduzido devido aos aumentos demográficos.
No fim do séc. XIX, o Concelho da Praia ocupava a metade sul da ilha, enquanto que a metade norte era o Concelho de Santa Catarina. Após uma revisão no início do séc. XX, o Concelho da Praia passou a ocupar o terço sul da ilha. Em 1993, duas freguesias a norte foram separadas para constituir o Concelho de São Domingos. Em 2005, duas freguesias a oeste foram separadas para constituir o Concelho de Ribeira Grande de Santiago.

## Demografia
| População de Praia (concelho de Cabo Verde) (1940–2010) | População de Praia (concelho de Cabo Verde) (1940–2010) | População de Praia (concelho de Cabo Verde) (1940–2010) | População de Praia (concelho de Cabo Verde) (1940–2010) | População de Praia (concelho de Cabo Verde) (1940–2010) | População de Praia (concelho de Cabo Verde) (1940–2010) | População de Praia (concelho de Cabo Verde) (1940–2010) | População de Praia (concelho de Cabo Verde) (1940–2010) |
| ------------------------------------------------------- | ------------------------------------------------------- | ------------------------------------------------------- | ------------------------------------------------------- | ------------------------------------------------------- | ------------------------------------------------------- | ------------------------------------------------------- | ------------------------------------------------------- |
| 1940                                                    | 1950                                                    | 1960                                                    | 1970                                                    | 1980                                                    | 1990                                                    | 2000                                                    | 2010                                                    |
| 18208                                                   | 17179                                                   | 24872                                                   | 39911                                                   | 57748                                                   | 71276                                                   | 106348                                                  | 131719                                                  |